# فرهنگ طبری
فرهنگ طبری یا فرهنگ مازندرانی شامل ارزش‌های اجتماعی و هنجارهای موجود و همچنین دانش، اعتقادات، هنرها، قوانین، آداب و رسومی می‌شود که در میان مردم طبری (مازندرانی) در استان مازندران و نواحی طبری نشین استان‌های گلستان، تهران، سمنان، البرز و شهرستان طالقان رواج دارد.

## درونمایه، هویت و ویژگی‌ها
فرهنگ مازندرانی دارای هویت شادی گستر و مشوق به دوری از اندوه است که آن را هرچه بیشتر در خاورمیانه از فرهنگ‌های بزرگی چون عربی متمایز می‌سازد.
فرهنگ مردمان طبرستان و گیلان فرهنگی پشت به دریاست چنانچه تمام شهرهای ساحلی این مناطق شهرهایی نوساخت هستند و شهرهای قدیمی و کهن از دریا و ساحل فاصله دارند. در این فرهنگ هیچ قصه، افسانه یا ترانه‌ای راجع‌به دریا وجود ندارد و اگر چیزی هم باشد، جدید است.

## قدمت و گسترهٔ جغرافیایی
فرهنگ مازندرانی تاریخی چندهزارساله دارد. فرهنگ مازندرانی تاریخی چندهزارساله دارد. گسترهٔ جغرافیایی فرهنگ طبری سراسر مازندران تاریخی و فرهنگی و در میان مردمان مازندرانی است.

## آداب و رسوم

### سال نو طبری
سال نو طبری یا نوروز طبری یا فردینه ماه شو نام جشن سال جدید قوم طبری در استان‌های مازندران، گلستان، سمنان، البرز و شهرستان طالقان می‌باشد که در گاه‌شماری طبری در اولین روز از اولین ماه جدید سال طبری که فردینه ماه نام دارد که برابر با دوم مرداد هجری شمسی است در نواحی طبری نشین ایران برگزار می‌شود. به گفته نصرالله هومند طبری‌ها با سابقه چهار هزار ساله خود یکی از قدیمی‌ترین اقوام ساکن در ایران هستند که پیش از آریایی‌ها در این منطقه زندگی می‌کردند و در طول چهار هزار ساله تاریخ طبرستان، مردم این دیار هیچگاه خودشان را از ایران جدا نمی‌دانستند هر چند به خاطر سابقه تاریخی، تقویمی و زبان؛ حکومتی مستقل داشته‌اند اما خود را جدای از ایران نمی‌دانستند. دوم مرداد ماه هر سال، برابر با یکم فردینه ماه طبری است که طبری‌ها آن را به عنوان آغاز سال نو جشن می‌گیرند. نخسین روز سال تبری هم فردینه ماه نام دارد. نام ماه‌های طبری هم عبارت از: فردینه ماه، کرچه ماه، هره ماه، تیره ماه، ملاره ماه، شروینه ماه، میره ماه، دونه ماه، ارکه ماه، ده ماه، وهمنه ماه و نوروز ماه است. مظفرگنابادی، منجم دربار شاه عباس صفوی جشن تیرماه سیزده کوه‌نشین‌های طبرستان (مازندران) را نوروز طبری قید کرد. مردمان طبری جشن تیرماه سیزده شو را جدا از جشن نوروز طبری که در فردینه ماه شو برگزار می‌شود برگزار می‌کنند.

### نوروزخوانی

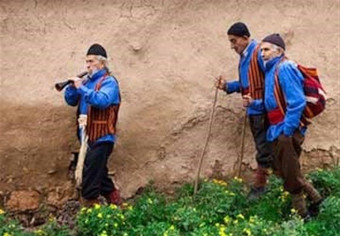
نوروزخوانی در مازندران.

نوروز خوانی یا بهارخوانی یا نوروزی، گونه‌ای از آوازخوانی‌های بومی ایران است.
نوروز خوانی یا بهارخوانی یا نوروزی، گونه‌ای از آوازخوانی‌های بومی ایران است. خاستگاه این گونه آوازخوانی بیشتر در استان‌های مازندران و گیلان بوده‌است، و اکنون این مراسم به صورت محدود، در برخی نقاط ایران برگزار می‌شود. این آیین، به خصوص در دو سوی البرز (مازندران، گیلان، کومش و طالقان) به وفور یافت می‌شود و در حقیقت، بخش مهمی از موسیقی، دو سوی البرز را تشکیل می‌دهد.
نوروز خوانی در گذشته به این صورت بود که دو نفر با لباس‌های محلی و گرفتن یک چوب دست در کوچه پس کوچه‌های روستاها راه می‌افتادند و آمدن بهار و سال نو را مژده می‌دادند و بر درب هر خانه که می‌رفتند صاحبان خانه نیز مانند گذشتگانشان پدران و مادرانشان با هدایایی مانند تخم مرغ، نان محلی، شیرینی و حلوا، برنج و هدایای نقدی کیسه و سبد نوروز خوانان را پر می‌کردند.
اشعاری که نوروز خوانان می‌خواندند بیشتر در وصف امامان و پیامبر بوده و دعا برای سلامتی و خوشبختی و زیارت رفتن صاحبان خانه و فرزندانشان بود.

### تیرگان
تیرگان یکی از جشن‌های ایرانی در روز سیزدهم تیرماه‌است (منظور از سیزدهم تیرما سیزدهم تیرما مازندرانی است که به تاریخ هجری شمسی واقع در ماه آبان است).
همچنین این روز با نام روز ساری ثبت شده‌است. عده‌ای این جشن را در روزهای دیگر و از جمله در دهم تیر برگزار می‌کنند که به اعتقاد استادان ایران‌شناس نادرست است. این جشن همه ساله در مازندران اجرا می‌شود، همچنین همه ساله توسط زرتشتیان ایران در بیشتر شهرهای جهان و ایران نیز برگزار می‌شود.
اکثریت مردم معتقدند که این روز تاریخ پرتاب تیر توسط آرش کمانگیر بوده‌است و برخی نیز اندیشه‌های متفاوتی دربارهٔ این جشن دارند.

### آیین سنتی ۲۶ عید ماه
آیین ویژه سنتی ۲۶ عید ماه طبری، هر ساله در ۲۸ تیر خورشیدی، در بیشتر روستاهای استان مازندران برگزار می‌شود. بر پایه سنت رایج و باورهای مردم، در زمان قدیم، فریدون پادشاه پیشدادی، به خونخواهی پدرش جمشید، شاه ضحاک را در سرزمین مازندران و در کوه دماوند به بند می‌کشد، مردم خبر این پیروزی را در شب با آتش زدن بوته‌ها به یکدیگر اطلاع می‌دهند؛ و فردای آن روز با برپایی جشن و مسابقه کشتی این پیروزی را گرامی می‌دارند. امروزه نیز اهالی روستاها همگی به امامزاده‌ها می‌روند و علاوه بر خیرات کردن برای اموات خود و روشن کردن شمع روی مزارها، تماشاگر مسابقه کشتی سنتی لوچو می‌شوند. در این روز کشتی گیران سوادکوه در این محوطه گرد می‌آیند و به مصاف هم می‌روند. در مناطق جلگه‌ای جشن مُردگان در آرامگاه‌ها برگزار می‌شود.

### ورف‌چال
ورف‌چال یک مراسم سنتی است که در روستای آب اسک از توابع شهرستان آمل برگزار می‌شود.
قدمت این مراسم به ۶۰۰ سال می‌رسد. آئین سنتی ورفچال که به دوره آل بویه در طبرستان بازمی‌گردد، یک دهه پیش در فهرست میراث معنوی کشور به ثبت رسید.

### موری
موری در زبان طبری به معنای نوحه، گریه و ناله می‌باشد و «موری هاکردن» در زبان طبری به معنای نالیدن می‌باشد. آواز موری مختص زنان طبری می‌باشد و درون مایه حزن‌انگیز دارد. اشعار موری بصورت بداهه سروده و خوانده می‌شود و دارای ساختار هجایی است. آواز موری مختص زنان طبری است ولی در موارد معدود، مردان روستایی در مرگز رزندان جوان یا برادران و خواهران جوان خود آواز موری سر می‌دهند. موری در موسیقی طبری نوعی مناسب خوانی و آوایی است که بستگان متوفی در سوگ عزیز از دست رفته می‌خوانند.
نمونه ای از آواز موری:
| مه خجیره ریکا، ننا بمیره        |  | مه خورده ورکا، ننا بمیره             |
| چنده بکشی درد بی دوا، ننا بمیره |  | چنده ونگ بزومه شه جانِ خدا، ننا بمیره |

.
ترجمه:
- ای پسر خوب و زیبایم، مادرت بمیرد
- ای برهٔ کوچکم، مادر بمیرد
- چقدر درد بی درمان کشیدی، مادر بمیرد
- چقدر خدا را صدا کردم، مادر بمیرد

| لالا گمه مه رئی جان ننا بمیره        |  | لالا ته زوما نهی ننا بمیره |
| تله دوا خوارا آخر نهی خارا ننا بمیره |  | بمیره ته مارا ننا بمیره    |
| خوندمه ته زارا ننا بمیره             |  | بمیره ته مارا ننا بمیره    |

.
ترجمه:
- لالایی می‌خوانم برای کودکم مادرت بمیرد
- لالایی تو داما نشدی مادرت بمیرد
- داروی تلخ خوردی عاقبت شفا نیافتی مادر بمیرد
- مادرت بمیرد مادرت بمییرد
- در سوگ و زاری تو می‌خوانم مادرت بمیرد
- مادرت بمیرد مادرت بمیرد

### گیشی سنگ
گِیشی (geyši) در زبان طبری به معنای عروس، عروسک می‌باشد و گیشی سنگ در زبان طبری به معنای سنگ طواف عروس می‌باشد. گیشی سنگ به سنگ‌های طبیعی یکپارچه، بزرگ و صیغل خورده‌ای گفته می‌شود که نوعروسان در مراحلی از مراسم عروسی و پیش از رفتن به خانهٔ بخت به همراه شماری از نزدیکان خود به نزدیک آن رفته و با طواف سنگ و نیایش با شادی و سرور به سوی خانه بازمی‌گشتند.

## پدیده‌های اجتماعی

### فرهنگ سَری
معمولاً کار کردن در میان کشاورزان و دامداران طبری با شادی و حرکت‌های آیینی همراه است؛ آیین مربوط به نشاء، درو، پختن نان و مواردی از این دست با حرکاتی شادی‌آور برگزار می‌شود.
در طبرستان برای فرصت شادی دادن به یک موضوع، به آن پسوند «سَری» می‌دهند.
مثلاً «گهری سَری» یا «گّره سَری» بهانه‌ای برای شادی کردن در زمانی است که نوزاد را برای اولین بار در گهواره می‌خوابانند. در این مراسم بزرگان برای دیدن نوزاد می‌آمدند و چشم‌روشنی روی گهواره می‌گذاشتند.
«کلاه سری» هنگامی است که مادر نوزاد را نزد خانواده خود می‌برد. هر یک از اعضای خانواده با بوسیدن نوزاد، هدیه به او می‌دادند.
«دندون سری» هم برای زمانی بود که نوزاد دندان درمی‌آورد. «شونه سری» هنگامی که اصلاح موی سر داماد صورت می‌گرفت. «بار سری» زمانی که نخستین بار محصول توسط چاروادار یا به زبان تبری «چاربیدار» آورده می‌شد. البته از این اصطلاح برای بردن جهیزیه عروس هم استفاده می‌شد. «پِل سری» هنگامی که عروس و داماد می‌خواستند حرکت کرده و به سمت خانه خود روند، جوانان سر راه آنها را گرفته و از داماد هدیه‌ای می‌گرفتند تا راه را برای عبور باز کنند. «کِترا سری» هدیه‌ای که به آشپز عروسی داده می‌شود. «قلم سری» زمانی که می‌خواهند سندی بنویسند. «تاشه سری» زمانی که می‌خواهند قند عروسی را بشکنند. «اوسار سری» هدیه‌ای که در زمان فروش اسب می‌دهند. «کرس سری» در زمان فروش گوسفند و «شاخ سری» هنگام فروش بز هدیه می‌دادند. «چرخه سری» هم نام رسم شادی‌آوری است که هنگام برداشت پشم گوسفند صورت می‌گیرد. از این دست مثال‌ها بسیارند.

### کایری
کایری یا تکل به معنای کمک کردن کشاورزان و شالیکاران در فصل نشا و برداشت برنج است بدون آنکه مزدی از یکدیگر دریافت شود.
کایر واژه‌ای طبری به معنای "یاری کننده" است، کسی که به کایر فردی می‌رود در واقع وقت و نیروی خود را به‌صورت رایگان صرف کمک به دیگران می‌کند.
همچنین رسم کایر در بین گله‌داران منطقه چلاو بخش امام‌زاده عبدالله شهرستان آمل در زمان پشم‌چینی بین گالش‌ها مرسوم است. کشاورزان برای دروی زمین‌های کشاورزی خود و دامداران (چوپانان و گالش‌ها) برای ساختن گاوبند یا «تلار» و آغل خود از دیگر گالش‌ها و چوپانان استفاده می‌کردند و خود نیز در وقت مقتضی به کمک آنها می‌شتافتند.
این رسم دیرینه نه تنها در بین کشاورزان بلکه در بین گله‌داران و چوپانان مازندرانی نیز مرسوم بوده‌است.

## زبان و ادبیات
مردم مازندران به شعرهای آوازی خود تَبَری و تَوَری می‌گویند. ادبیات و شعر مازندرانی تاریخی هزار و صد ساله دارد که قدیمی‌ترین آثار آن اشعار متعلق به مسته مرد و مرزبان باوندی و علی پیروزه است و همچنین پیشینهٔ نثر طبری به قبل از اسلام می‌رسد که متنی در باب بنای شهر آمل از زبان بانو آمله، دختر استاد دیلمی گفته شده و در کتاب تاریخ تبرستان اثر ابن اسفندیار آورده شده‌است.
زبان مازندرانی را می‌توان زبان دوم مذهب زیدی در سده‌های هشتم و نهم دانست از آن دوران کتب فراوانی به‌جای مانده که با توجه به آنها می‌توان این زبان را در کنار فارسی با قدمت‌ترین زبان ایرانی دانست که نگارش ادبی تاریخی دارد.
از کتب زیدی باقی مانده که به زبان‌های مازندرانی و عربی نگاشته شده می‌توان به چند تفسیر زیدی قران مانند: تفسیر کتاب‌الله (قرن۹)، تفسیرمغنیسا (قرن۹)، تفسیرقرآن سورتچی (قرن۷)،
و همچنین کتابی دربارهٔ مذهب زیدی به نام الابانه (قرن۹) به عربی و مازندرانی توسط ابوجعفر محمد بن یعقوب هوسمی نگاشته شده
همچنین کتبی مانند: دوم مشیخ زیدی (قرن۹)، سوم مشیخ زیدی (قرن۹)، مقامات الحریری (قرن۷)، الکفایه (قرن۹)، قصیده طنطرانیه (قرن۹) و چند کتاب دیگر به طبری ترجمه شده‌اند.
همچنین زبان مازندرانی با لهجهٔ گرگانی از زبان‌های مقدس فرقهٔ حروفیه که یکی از فرقه‌های صوفی ایران است اشاره کرد.
کتاب‌های محبت نامه، جاودان نامه و نوم نامه نوشتهٔ ملا فضل‌الله نعیمی استرآبادی از مهم‌ترین و با ارزش‌ترین کتب عرفانی و ادبی به زبان مازندرانی با گویش گرگانی است که متعلق به قرن هشتم هجری است.
شخصی نیز به نام سید اسحق استرآبادی کتابی عرفانی به نام محرم‌نامه به مازندرانی نگاشته که در باب فرقه حروفی است.
از نخستین آثار ادبی زبان مازندرانی کتابی از مرزبان بن رستم، اسپهبد باوندیان، بود که تنها ترجمه‌ای از آن تحت عنوان مرزبان‌نامه باقی مانده‌است. نخستین آثار به جای مانده، آثاری هستند که از پادشاهان دودمان زیاریان باقی مانده‌اند. به‌طور مثال در قابوس‌نامه چند دوبیتی طبری آمده‌است.
ذبیح‌الله صفا در تاریخ ادبیات ایران دربارهٔ این اشعار می‌گوید: «از لهجات محلّیِ ایران در سه قرن اوّل هجری و پس از آن، اشعاری به دست ما رسیده که غالباً همراه با وقایع تاریخی ذکر شده‌است، همهٔ این اشعار با وزن هجایی و بعضی دارای قوافیِ ناقص و احیاناً کامل بوده و نشان‌دهندهٔ این حقیقتند که شعر هجاییِ قدیم ایران تدریجاً به اوزان هجاییِ جدید که نزدیک به وزن‌های عروضی است، تبدیل می‌شده و به صورتی درمی‌آمد که در آثار شاعران فارسی‌زبان نیمهٔ دوم قرن سوم دیده می‌شود».
بسیاری از شاعران مازندرانی‌زبان را به واسطهٔ کتاب‌های تاریخی ابن اسفندیار، ظهیرالدین مرعشی و اولیاءالله آملی می‌شناسیم. علی پیروزه، مسته مرد، مرزبان بن رستم، قاضی هجیم آملی، خورشید مامطیری، باربد جریری طبری، گرد بازو قطب رویانی و کیا افراسیاب چلاوی از این دست شاعران هستند.
جدای از این موارد برخی اشعار به صورت حاشیه‌نویسی در کناره‌های کتب دیگر زبان‌ها آمده و چند کتاب ترجمه از عربی به طبری نیز موجود هستند. همچنین آثار شاعرانی همچون طالب آملی، سیتی نسا آملی، امیر پازواری، رضا خراتی، زرگر آملی، محمد چلاوی، نجما مازندرانی و… به صورت سینه به سینه و در غالب ترانه‌های فلکوریک و ترانه در میان مردم محلی مازندران باقی مانده‌است.
بخشی از آثار قدیمی که یا به مازندرانی نگاشته شده یا بخش‌هایی از آن مازندرانی است:
۱. تفسیر قران سورتچی (قرن۷)
۲.مقامات الحریری (قرن۷)
۳.تاریخ تبرستان (قرن۷)
۴.جاودان نامه (قرن۸)
۵.نوم نامه (قرن۸)
۶.محبت نامه (قرن۸)
۷. الکفایه (قرن۹)
۸. الابانه (قرن۹)
۹.تفسیر کتاب الله (قرن۹)
۱۰. تفسیر مغنیسا (قرن۹)
۱۱. دوم مشیخ زیدی (قرن۹)
۱۲. سوم مشیخ زیدی (قرن۹)
۱۳. قصیده طنطرانیه (قرن۹)
۱۴. اشعار امیر پازواری (قرن۹)
۱۵. لغت استرآبادی (قرن۹)
۱۶. محرم نامه (قرن۹)
همچنین برخی از بزرگان نظم و نثر تاریخی زبان مازندرانی:
۱.مرزبان بن رستم (قرن۳) ۲.علی پیروزه (قرن۴) ۳. مسته مرد (قرن۴) ۴.قابوس بن وشمگیر (قرن۵) ۵. قاضی هجیم (قرن۶) ۶.باربد جریر طبری (قرن۶) ۷. گردبازو یزدگرد باوندی (قرن۶) ۸. اسپهبد خورشید ممطیری (قرن۶) ۹. ابراهیم معینی (قرن۶) ۱۰. ابولعمرو (قرن۶) ۱۱.قطب رویانی (قرن۷) ۱۲. امیرعلی (قرن۷) ۱۳. کیا افراسیاب چلاوی (قرن۸) ۱۴. کیا داوود چلاوی (قرن۸) ۱۵. حسن کیا (قرن۸) ۱۶. ملا فضل‌الله نعیمی استرآبادی (قرن۸) ۱۷. سید عبدالعظیم مرعشی (قرن۹) ۱۸. شیخ العجم امیر پازواری (قرن۹) ۱۹.ابوالفضل بن شهردویر دیلمی دیلمی (قرن۹) ۲۰. محمد بن تلجانی (نگارنده تفسیر مغنیسا قرن۹)

### ادبیات طبری گرگانی
بخشی از ادبیات طبری را گویش گرگانی تشکیل می‌دهد که کتاب‌هایی مانند محبت نامه، نوم نامه، جاودان نامه، محرم نامه، و لغت نامه ای به نام لغت‌استرآبادی به این گویش نگاشته شده‌اند که صادق کیا از روی این متون واژه‌نامه گرگانی را تهیه کرد.
- جاودان نامه:

سَبب چه بی که عیسی واتِی که با شِمِه هر چه واتِن به اشاره واتِن(طبری امروزی:سبب چه بی‌یه که عیسی باته که با شِما هر چه باتمِه به اشاره باتمه)
- نوم نامه:

واتِی که هَنِه کو تِنِ زمین سِرخ بو(طبری امروزی:باته که ونِه که تِنِ زمین سِرخ بوئه)

### نیما یوشیج و روجا
دغدغه اصلی نیما حفظ و احیای زبان طبری بود، او در نامه‌ها و دست نوشته‌هایش و همچنین در مقدمه دفتر روجا، به این دغدغه اشاره می‌کند. وی در نامه‌هایی که به برادرش می‌نویسد، سه بار از وی می‌خواهد که کتاب تاریخ طبرستان و دیوان امیر پازواری را برایش تهیه کرده و ارسال کند. مهم‌ترین گام نیما در راه زنده نگاه داشتن زبان تبری، سرودن اشعار طبری در مجموعه ای با نام روجا است.

#### نمونه اشعار مازندرانی
روجا (در زبان مازندرانی به معنی ستارهٔ سرخ سحری) عنوان مجموعه‌ای از اشعار نیما یوشیج است که به زبان طبری سروده شده‌اند. این اشعار ابتدا در کتاب مجموعه اشعار نیما یوشیج (نشر نگاه) و پس از آن توسط مجید اسدی چاپ شدند. این اشعار به زبان مازندرانی است و به گویش کجوری و کلارستاقی که در شهرستان‌های نور، نوشهر و چالوس گویش می‌شود شباهت دارد.
| لوش کُلُمی دروازِه نَوونُ    |  | درچوبی آغل، هیچگاه دروازه نمی‌شود        |
| کلین بِنِه اِسَپی رازه نوونُ |  | زمین سوخته، سبزه زار نمی‌شود             |
| بُخوشتُ هسکا تازه نَوونُ    |  | استخوان خشکیده دیگر جوان نمی‌شود         |
| نامرد جور تلی سازه نَوونُ |  | درختچه‌های خار دار، جارو نمی‌شوند نمی‌شوند |
|                         |  | (روجا)                                  |

| کیجا سارِه فِرِنگی رِ مونِسُّ  |  | دختر، ساره شبیه فرنگی‌ها بود                  |
| مِ وُرَ نیشتُ وِ اَمیری خونِسُّ  |  | کنارم می‌نشست و امیری می‌خواند                 |
| گُنی مِ دِلِ درد وِ چونِسُّ     |  | تو گویی او از درد دل من چگونه خبر داشت       |
| وِ دِل خواس مُن گُمُ وی دونسُّ |  | اگر چه دلش می‌خواست، اما من می‌گویم او می‌دانست |
|                         |  | (روجا)                                       |

| آفتاب هاکردُ دُریوی دیمُ ایشُم |  | روز آفتابی صورت دریا را نگاه می‌کنم       |
| ویشُه بَسوتُه مُن وُن هیمِ ایشممُ |  | در بیشهٔ سوخته، من هیزم‌هارا تماشا می‌کنم   |
| یار کُو شُون و گزلیمُ ایشُم    |  | یار که می‌رود من موی مجعد اورا نگاه می‌کنم |
| دُل کُو نارمُ نمِّ کُدیمِ ایشُم    |  | دل که ندارم نمی‌دانم به چه کسی نگاه می‌کنم |
|                            |  | (روجا)                                   |

## رقص
رقص‌های مازندرانی از نمونه رقص‌های شمال ایران هستند توسط مردم طبری انجام می‌شوند. رقص مازندرانی دارای گونه‌های بسیاری است.
دروم (تکدست)، چکه‌سما، رقص خرمن، رقص دهل، بینج سما، رقص لوچو و چو سما چند نمونه از مهم‌ترین رقص‌های مازندران می‌باشند.

### دروم
دُروم یا دورون، نوعی رقص ویژه غرب استان مازندران و منطقه کجور (نور و نوشهر) و کلارستاق (چالوس و کلاردشت) است که به نحو شورانگیز و پرهیجان و پرتحرک، با حرکات موزون حماسی گونهٔ دست جمعی جوانان در مراسم عروسی همراه با سازهای سرنا و دسرکوتن و غَرنِه (امروزه بیشتر به همراه اُرگ) اجرا می‌شود. این رقص در گذشته یک رقص پهلوانی محسوب می‌شده‌است که قبل و بعد از مسابقات کشتی لوچو توسط کشتی‌گیران و تماشاگران انجام می‌شده‌است. رقص دروم معمولاً در مزارع و پس از برداشت محصول برگزار می‌شود و مردم دور هم جمع می‌شوند و جوانان و پهلوانان روستا برای شادی و مبارزه و زور آزمایی و گرفتن هدایا در این مراسم شرکت می‌کنند. در رقص دروم دروم که به‌صورت دست جمعی و چرخشی است دست‌ها و پاها به نماد شکرگزاریاز خداوند و برداشت محصول به آسمان بلند می‌شود. پس از رقص دروم دروم جوانان برای زور آزمایی کشتی محلی و بومی لوچو را برگزار می‌کنند. موسیقی دروم دروم سرنای مازندرانی به همراه دست دایره یا دهل است که برخی از ساز دوسرکوتن نیز استفاده می‌کنند و جمعیت در همراهی ساز دست می‌زنند.
رقص دروم دروم در آیین عروس بران (سوار کردن عروس بر اسب) نیز برگزار می‌شود که حالتی نمادین دارد و مردم برای همه جوانان و نوعروسان آرزوی خوشبختی می‌کنند.
در رقص دروم احساسات مردانگی موج می‌زند که ریتم خاص آن را دارای نظم و حرکات آن کاملاً هدفمند انتخاب و کنترل شده‌است. در شهرهای غربی مازندران این رقص مرسوم است و بیشتر در مراسم جشن و شادی مردم این رقص را بر پا می‌کنند یا در مواقعی که مردم از کار روزمره فارغ شده و روزهای تعطیل به دور جنگل و چمنزار گرد هم جمع می‌شوند و این رقص سنتی که بسیار پرتحرک و شاد می‌باشد را انجام می‌دهند و لحظات شادی را برای تماشاچی فراهم می‌کنند.

### چکه سما
چَکهِ‌سِما یا لاک‌سری‌سما گونه‌ای از رقص‌های محلی است که خاستگاه آن بیشتر استان مازندران می‌باشد.
این‌گونه از رقص رایج‌ترین گونه در مازندران است که اغلب در مراسم محلی و جشن‌ها برگزار می‌گردد. سازی که در این گونه از رقص نواخته می‌شود بیشتر لوازمی همچون دیگ، ماهیتابه و لگن می‌باشد. چکه‌سما را بیشتر رقصی زنانه می‌دانند ولی در بین مردان نیز به صورت پراکنده رواج دارد. چکه‌سما رقصی تند محسوب می‌شود که با حرکات شدید در بدن و لرزش اندام که با دست زدن همراه شده انجام می‌شود. این رقص بیشتر به تنهایی یا با حضور دو نفر انجام می‌شود ولی در بعضی مواقع دسته جمعی نیز انجام می‌شود. در حالت رقص جمعی حرکات رقصنده‌ها با هم ارتباطی نداشته و منظم نخواهد بود. گونه‌ای دیگر از چکه‌سما نیز که با نام دستمال‌سما شناخته می‌شود وجود دارد که تفاوت آن در این است که ابن رقص با دستمالی در دست انجام می‌شود.

### چو سما
چو سما یا رقص چوب یکی از رقص‌های رایج در غرب مازندران می‌باشد که در منطقه کجور (نور و کجور) و کلارستاق (چالوس و کلاردشت) انجام می‌گیرد و رقصنده با استفاده از چوب به انجام حرکات نمایشی موزون می‌پردازد.

## آشپزی و خوراک
آشپزی مازندرانی با توجه به چشم‌انداز منطقه متنوع است. غذاهای مازندرانی مناطق ساحلی بسیار متفاوت از مناطق کوهستانی است زیرا مردمان ساکن کوهستان معمولاً از گیاهان بومی و مردم ساحلی از غذاهای ماهی و برنج به همراه سبزیجات استفاده می‌کنند.

## بازی‌ها و سرگرمی‌ها

### ورزاجنگ
وَرزاجَنگ، جنگی است که در شمال ایران بین گاوهای نر سازمان داده می‌شود. این مراسم، هم‌اکنون تنها در استان‌های گیلان و مازندران اجرا می‌شود.

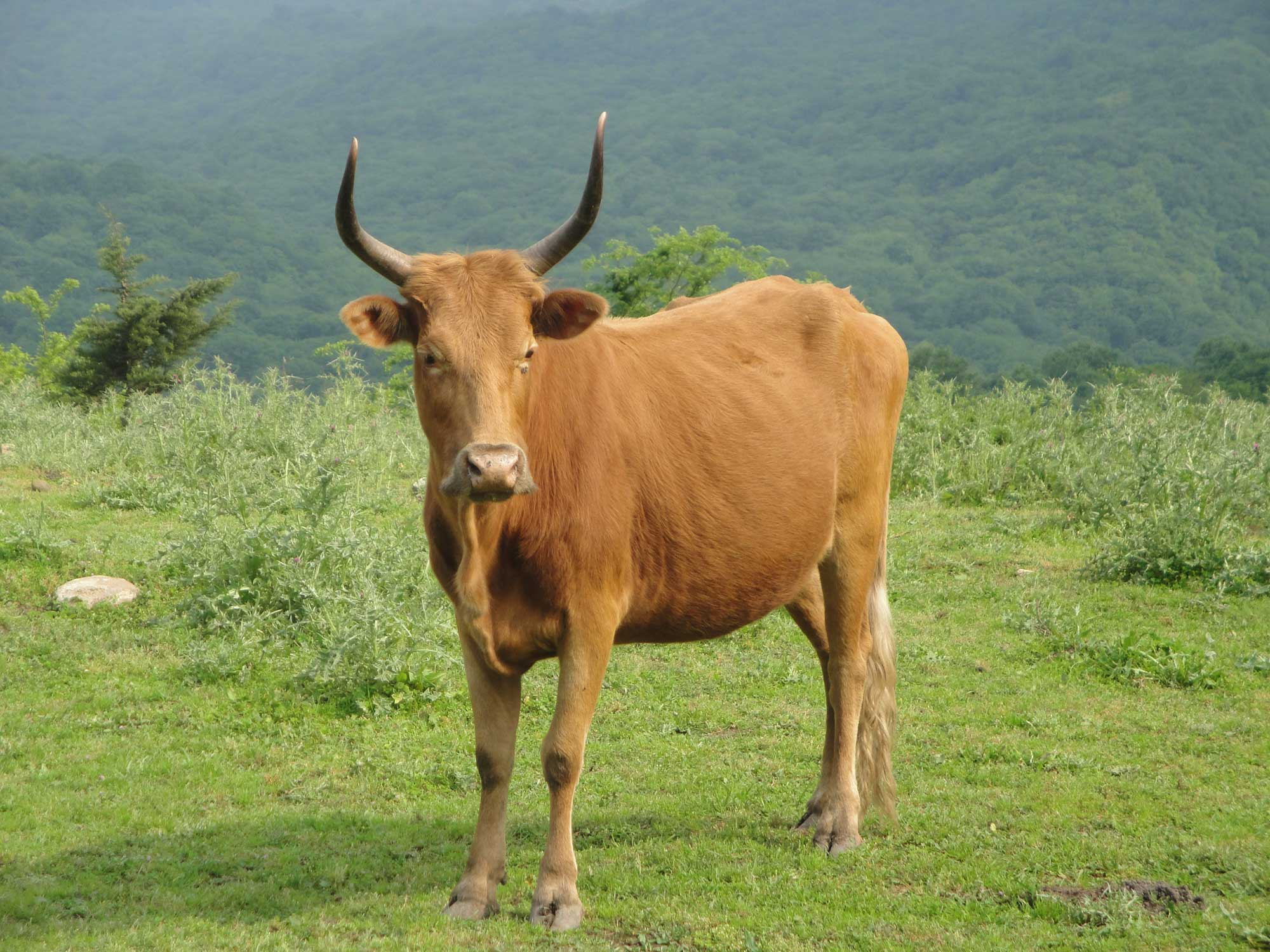
ورزا

در زبان‌های مازندرانی و گیلکی گاو نر را ورزا می‌گویند.

## اساطیر
مازندران به دلیل قرار گرفتن در میان جنگل‌های هیرکانی، رشته کوه‌های البرز و دریای خزر از قدمتی به درازای افسانه‌ها و اساطیر حماسی و عاشقانه کهنی برخوردار می‌باشد. اسطوره‌شناسی مازندرانی آنچنان اصل و ریشه ای قوی دارد که فرع و شاخه‌هایش تا جهان واقعیت امتداد می‌یابد.

## فرهنگ دینی و مذهبی

### آداب ماه رمضان
در مازندران نیز مانند سایر مناطق مسلمان‌نشین آداب خاصی برای ماه رمضان وجود دارد. یکی از این آداب آغازکردن روزه‌گرفتن ۳ روز پیش از آغاز ماه رمضان است.
سحری‌خوانی
سحری‌خوانی از دیگر آیین رایج میان مردم طبری در اکثر مناطق است که البته با پیشرفت علم و تکنولوژی و تجهیزات ارتباطی رو به فراموشی رفته‌است اما از معدود مناطقی که همچنان می‌توان برپایی این سنت جالب را به تماشا نشست، قسمت‌هایی از شمال کشور به ویژه بخش‌های کوهستانی استان مازندران و گیلان است. اینگونه انجام می‌شود که دو ساعت قبل از اذان صبح، در دست گرفتن چراغ و نواختن بر طبل و سر دادن اشعار مذهبی و نوای «سحر برخیز»، «سحر برخیز که صبح صادق آمد»، از رسیدن سحر خبر می‌دهند. گفته‌می‌شود افرادی که در آرزوی فرزند پسر بودند برای این‌کار پیشقدم می‌شدند.
روزه سری
معمولاً به افرادی که برای نخستین‌بار روزه می‌گیرند هدیه‌ای داده‌می‌شود که این رسم را روزه سری می‌نامند.

### سقانفار
سقانفار سقانپار یا سقاتالار آلونک‌ها یا اتاقک‌هایی هستند که در استان مازندران برای کاربردهای گوناگونی ساخته می‌شوند.

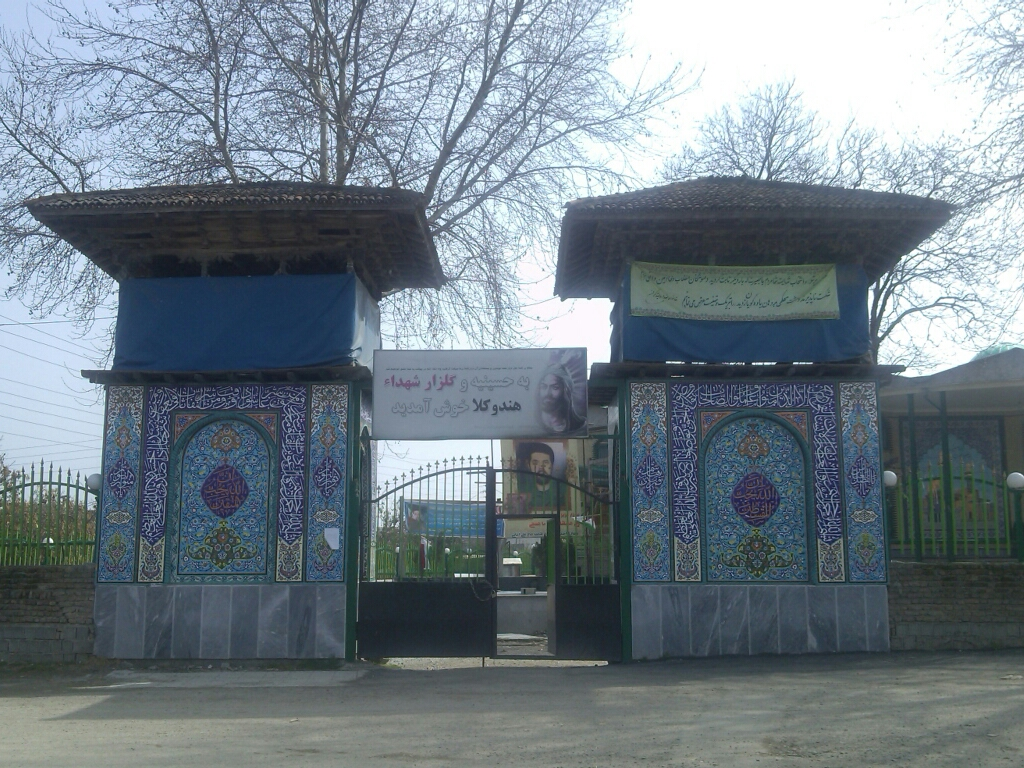
سقانفار هندوکلا

سقانفارها که بیشتر در کنار حسینیه‌ها، مساجد یا محوطه گورستان‌ها ساخته می‌شدند معمولاً موقوفه ابوالفضل بودند که ثروتمندان از آن برای شرکت در مراسم سوگواری استفاده می‌کردند.
قسمت بالای این مکان محل قرارگیری نوحه‌خوان بوده‌است و در قسمت پایین به مردم چای داده می‌شد. به این وسیله متولیان مراسم عزاداری سعی می‌کردند به این وسیله شرایط حضور مردم در بیرون مسجد و حضور آنها برای برگزاری مراسم را به نوعی فراهم سازند. طبقه زیرین گاهی بنای محصور و گاه تشکیل شده از پایه‌های قطور چوبین است.
سقانفارها با مواد و مصالح چوبی ساخته می‌شود و عمده کارکرد این بناها که به یاد ابوالفضل (ملقب به سقای دشت کربلا) ساخته شده‌اند در ایام ماه محرم و عزاداری‌های مربوط به این ماه است. سقانفارها که معمولاً دو طبقه‌اند، از طریق پلکان‌های چوبی از پایین به طبقة بالا راه دارند. طبقه اول آن مکانی است که معمولاً زنان محلی در آن جمع شده و عزاداری می‌کنند؛ و در طبقه دوم هم مردان در طول شب‌های عزا و دهه اول ماه محرم به عزاداری می‌پردازند.
از معروف‌ترین سقانفارهای مازندران می‌توان به «کیجا تکیه» در شهر بابل، «شیاده» و «کبریاکلا» در اطراف بابل و «آهنگرکلا»، «زرین‌کلا» و «هندوکلا» در آمل اشاره نمود. البته نوع بدون تزئینات سقانفارها کاربرد کشاورزی نیز دارند و در شالیزارها برای حفاظت و نگهبانی از کشتزار به کار گرفته می‌شوند.

## موسیقی
موسیقی مازندرانی با موسیقی گیلکی در غرب و خراسانی در شرق پیوند خورده‌است.
موسیقی سنتی مازندران در دو نوع آوازی یا کلامی و سازی یا بدون کلام است.

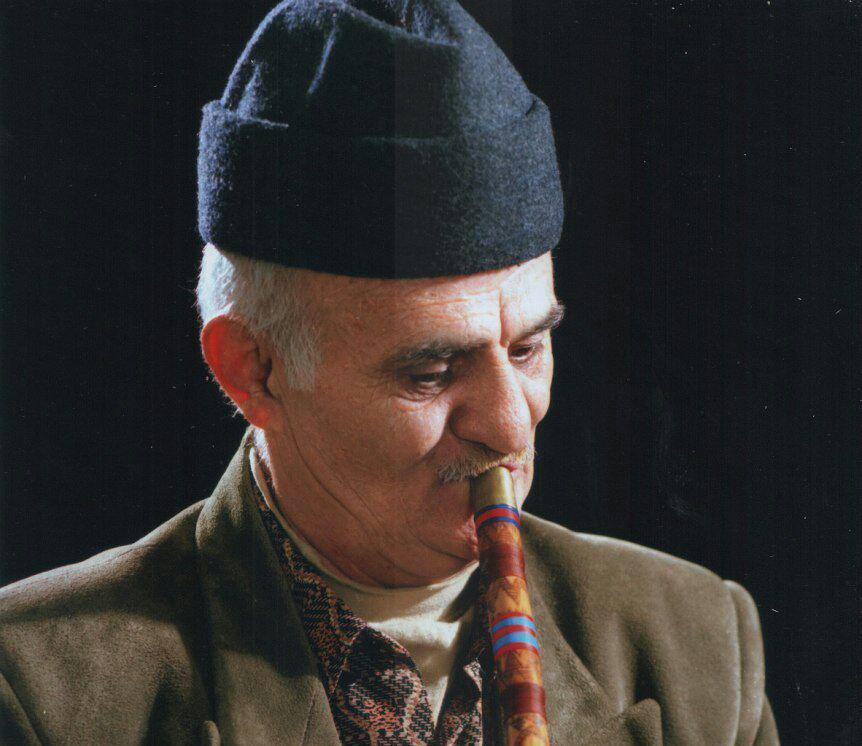

موسیقی آوازی مازندران را می‌توان به سه دستهٔ اصلی تغزلی، حماسی و آیینی نیز تقسیم کرد.

#### موسیقی سازی
قدیمی‌ترین بخش موسیقی سازی این منطقه قطعاتی هستند که به شیوه‌های زندگی دامداران کهن اختصاص دارند که در نوای ساز چوپانان و نوازندگان نمود دارند. کمرسری، تِریکه‌سری، کِردحال یا چَپون‌حال، میش‌حال، بورسری و دشتی‌حال در زمره قطعات اصلی این گونه‌اند که با ساز لَلِوا نواخته می‌شوند.

### دسته‌بندی
موسیقی مازندران به چهار دسته تقسیم می‌شود که با وجود برخی اشتراکات، هر کدام ویژگی‌های خود را دارند:
- موسیقی مرکز مازندران (همه نواحی کوهستانی و جلگه‌ای از هزارجریب تا شرق رود چالوس): سرچشمه آواهای مناطق چهارگانه تبری زبان بوده و بر اساس دو مقام آوازی مهم منطقه (امیری و کتولی) و قطعات سازی و چوپانی است.
- موسیقی غرب مازندران (از دوطرف رود چالوس تا دوطرف رود نشتا و موسیقی کجوری)
- موسیقی خنیایی شرق مازندران (در جلگه‌های شرقی استان، از کُردکوی گلستان تا میان‌دورود ساری)
- موسیقی گُداری (با مرکزیت قنبرآباد بهشهر)

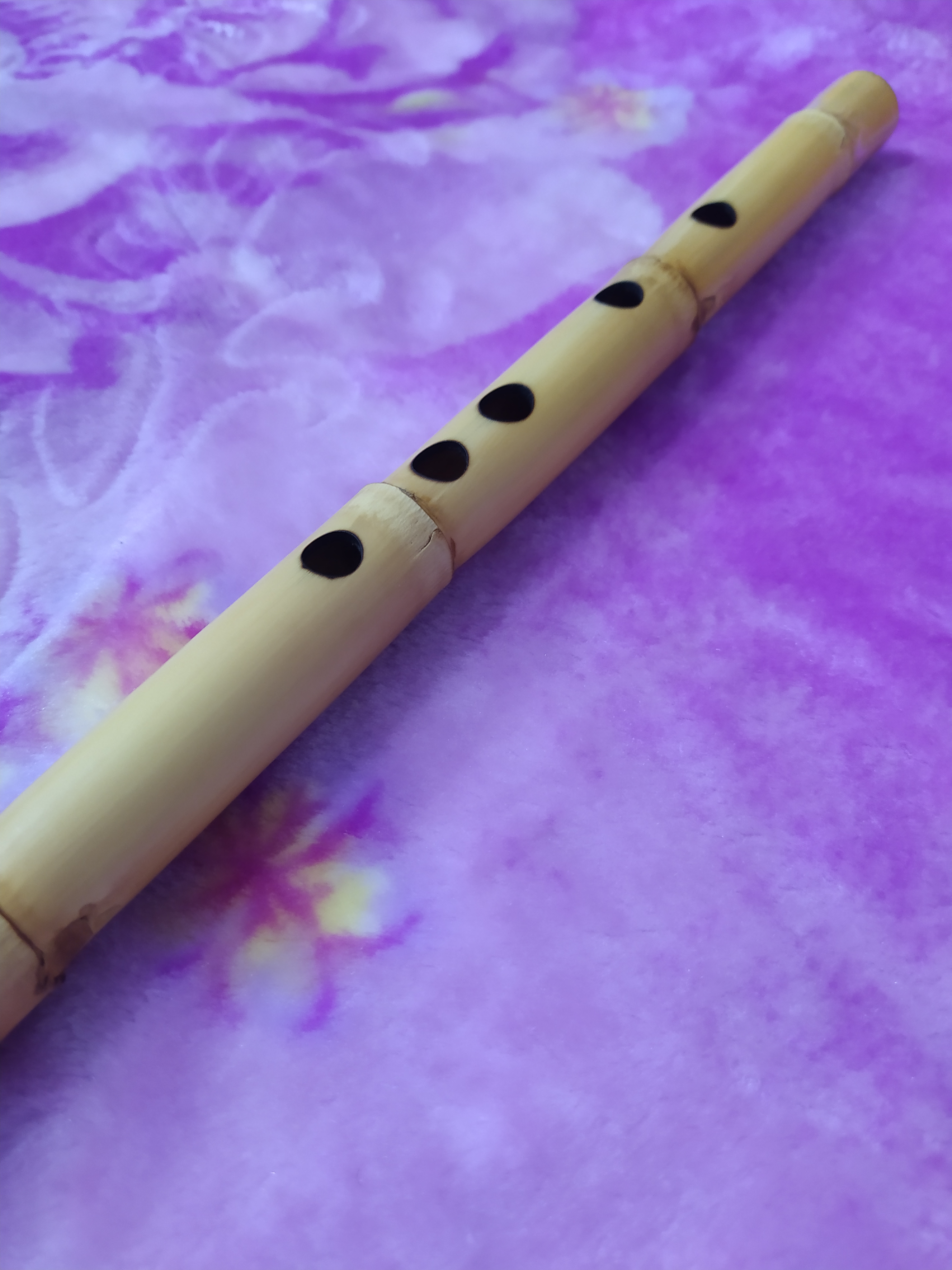
لَلِوا (Laleva)

متداول‌ترین سازهای موسیقی مازندران عبارتند از: للوا، دهل، نقاره، دِسَرکوتِن، دوتار، کمانچه و دشت‌لاکی

## معماری
بناهای خطه شمالی ایران به دلیل برخورداری از آب‌وهوای معتدل و مرطوب توانسته پذیرای فرم‌هایی باشد که به بهترین صورت ممکن با طبیعت به تعامل و تعادل رسیدهاند. در معماری بومی مازندران هر جزء، جزئی از کل منسجم است که در تعامل با هم ایفای نقش می‌کنند. مصالح بوم‌آورد، شیوه‌های طراحی و ساخت، ارتباط بناها با یکدیگر و با بستر خود نشان‌دهنده تعادل و پایداری این معماری است. معماری بومی مازندران عالوه بر هماهنگی با محیط طبیعی به ارزشهای دیگری همانند فرهنگ،
هویت، آداب و رسوم و سلسله ارزشهای اجتماعی نیز اهمیت می‌دهد که این خود به ایجاد پایداری اجتماعی و فرهنگی هم کمک می‌کند. معماری مازندرانی چنان با طبیعت درآمیخته و با شرایط اقلیمی از جهت بهره‌گیری از کوران هوا و حداکثر استفاده از رطوبت و ایجاد منظر مناسب، هم‌آوا شده‌است که آن را می‌توان معماری «طبیعت‌گرا» نامید.

## پوشاک

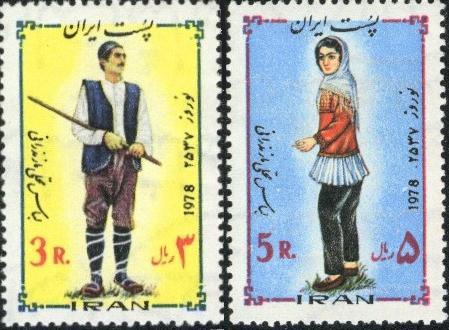
لباس مرد و زن تبری بر روی یک تمبر

## گاهشماری طبری
امروز ۷ ارکه ما ۱۵۳۶ طبری است.

### ماه‌ها و سال تبری
| ماه‌های تبری                       | معادل شمسی            |
| --------------------------------- | --------------------- |
| ۱ - فردینه ما (سیو ما)            | ۲ مرداد - ۳۱ مرداد    |
| ۲ - کرچه ما                       | ۱ شهریور - ۳۰ شهریور  |
| ۳ - هره ما (غرب مازندران: خره ما) | ۳۱ شهریور - ۲۹ مهر    |
| ۴ - تیر ما                        | ۳۰ مهر - ۲۹ آبان      |
| ۵ - ملاره ما (مردال ما)           | ۳۰ آبان - ۲۹ آذر      |
| ۶ - شروینه ما                     | ۳۰ آذر - ۲۹ دی        |
| ۷ - میر ما                        | ۳۰ دی - ۲۹ بهمن       |
| ۸ - اونه ما                       | ۳۰ بهمن - ۲۹ اسفند    |
| «شیشک» «پیتک»                     | ۳۰ اسفند ۱–۵ فرودین   |
| ۹ - ارکه ما                       | ۶ فرودین - ۴ اردیبهشت |
| ۱۰- دِ ماه                         | ۵ اردیبهشت - ۳ خرداد  |
| ۱۱- وهمنه ما                      | ۴ خرداد - ۲ تیر       |
| ۱۲- نوروز ما (عید ما)             | ۳ تیر - ۱ مرداد       |

سال تبری دوازده ماه‌است با فردینه ما از ۲ مردادماه هجری خورشیدی آغاز می‌شود و هر ماه ۳۰ روز دارد. مانند تقویم باستانی دارای پنجه می‌باشد که «پیتک» نام دارد و با پنج روز اول فروردین هجری خورشیدی برابر است و در سالهای کبیسه ۳۰ اسفند با روز کبیسه «شیشک» برابر است. سرسال تقویم تبری با داشتن کبیسه‌گیری یکنواخت چهارساله نسبت به تقویم رسمی گردان بوده‌است و زمانی که به ۲ مردادماه خورشیدی رسیده‌است از نظر کبیسه‌گیری با تقویم رسمی هماهنگ شده‌است و سرسال آن تثبیت شده‌است. این روز بعلت تناسب فصلی سرسال گرفته شده و تثبیت گردیده‌است؛ و از سویی روز کبیسه «شیشک» با این محاسبه با ۳۰ اسفند مطابقت دارد.
این گاهشماری با قرائتی دیگر (غیررسمی و قدیمی‌تر) در تطبیق با تقویم هجری خورشیدی سال آن از ۳ مردادماه تثبیت شده و شروع می‌شود و در ماه‌های پاییز و زمستان با تقویم هجری شمسی مطابق است. در سالهای عادی روز اول فروردین با ۳۰ اونه ما تبری و پنج روز بعد با پیتک (۵ روزه) و در سالهای کبیسه شش روز اول فروردین برابر با شیشک (۶ روزه) برابر است.

### تاریخچه و مشخصات
مبدأ سال طبری از دوم مرداد ۱۳۳ سال پیش از هجرت، مصادف با پادشاهی قباد ساسانی و حاکم شدن فرزندش کیوس بر تبرستان است.
از آنجا که دوازده ماه سی روزه برابر سیصد و شصت روز خواهد شد، پنج روز اضافه محاسبه نمی‌شود. پنج روز اضافه هر سال پیتِک نامیده شده و به آخر سال اضافه می‌شود. اهالی سعی می‌کنند که این پنج روز را در دامان طبیعت به استراحت بگذرانند. به ششمین روز اضافه سالهای کبیسه ششک گفته می‌شود.
سال طبری با فردینه ما (مرداد ماه) آغاز و با نوروز ما (تیر ماه) پایان می‌پذیرد.
امیر تیمور قاجار (همدوره محمدشاه قاجار) ماه‌های طبری را چنین می‌شمارد:
| سیوماه و کرچ و هره ماه و تیر   |  | دگرهست مردال و شروین و میر |
| چو اونه مه و ارکه ماه است و ده |  | زپی وهمن و هست نوروز اخیر  |
| پتک را بدان خمسه زائده         |  | به آئین هر کس صغیر و کبیر  |

.

### مبدأ
دربارهٔ مبدأ تقویم تبری نظرات متفاوتی ارائه شده‌است و مبدأ آن را اسپهبدی (۲۴شمسی)، یزدگردی، خراجی (۱۱ق. ه) یا باستانی می‌نامند. اما آنچه امروزه مشهور است بر اساس محاسبات نصرالله هومند آغاز آن باستانی و برابر با دوم مرداد ۱۳۳سال پیش از هجرت مصادف با پادشاهی قباد ساسانی و حاکمیت فرزندش کیوس بر ساتراپ تبرستان می‌باشد. وی معتقد است که در این سال مردمان تبرستان با برقراری یک روز کبیسه به نام ششک سال را از گردش بازداشتند و از این رو آن را مبدأ در نظر گرفت. از اینرو این تقویم با تقویم هجری خورشیدی ۱۳۳ سال تفاضل دارد که بعلت تفاوتشان در سر سال از اول فروردین تا اول مرداد این تفاضل ۱۳۲ سال می‌باشد.
اکنون ۷ ارکه ما ۱۵۳۶ طبری است.

## جایگاه کشتی

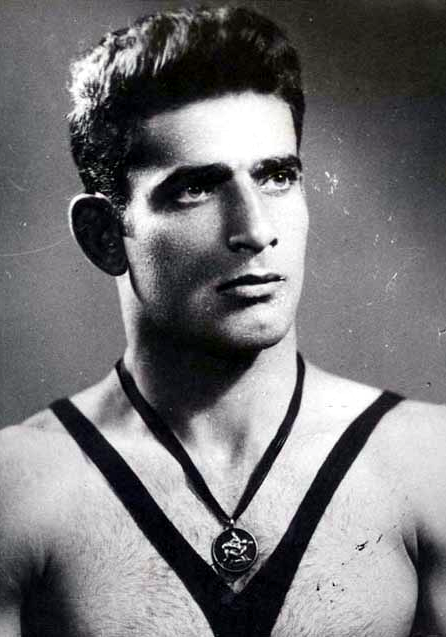
امامعلی حبیبی ملقب به ببر مازندران

کشتی در مازندران با پیشینه‌ای طولانی دارد و قهرمانان جهان و المپیک همچون عبدالله موحد، امامعلی حبیبی، عسگری محمدیان، مرادمحمدی، حسن رنگرز، قاسم رضایی، مجید ترکان، کمیل قاسمی، حسن یزدانی و رضا یزدانی یکی از پرطرفدارترین رشته‌های ورزشی در این خطه شمال کشور محسوب می‌شود به گونه ای که حدود ۱۰ درصد از باشگاه‌های فعال ورزشی در این استان به رشته کشتی اختصاص دارد و حدود نیمی از مدال‌های رنگارنگ میدان‌ها بین‌المللی ورزشی اعم از قهرمانی آسیا، جهان و المپیک در رشته‌های مختلف ورزشی مازندران مربوط به قهرمانان رشته کشتی است.
نام نهادن پایتخت کشتی جهان بر روی جویبار یکی از شهرستان‌های استان مازندران نیز از همین جایگاه نشات گرفته‌است.

#### کشتی لوچو

کشتی‌گیر تبری

کشتی لوچو از ورزش‌های پهلوانی و سنتی مازندران است. هر سال، مردم بسیاری در ۲۸ تیرماه خورشیدی، در آیینی که به جشن مردگان معروف است، با تهیهٔ انواع غذا و خوراکی‌های محلّی، در مزار اهل قبور به شادمانی و سرور می‌پردازند. هنگام برگزاری این جشن، مسابقات کشتی سنتی لوچو نیز برای شناسایی پهلوان‌ترین فرد منطقه، برگزار می‌شود. برگزارکنندگان مسابقه بیشتر پیشکسوتان، ریش‌سپیدان و پهلوانان قدیمی‌اند که زمان و مکان مسابقه را تعیین و پهلوانان را دعوت می‌کنند.
واژهٔ لوچو به‌معنای لبهٔ چوب است که از دو کلمهٔ لو (یعنی لبه) و چو (یعنی چوب) تشکیل می‌شود، که معمولاً آن را در زمین کاشته، جایزهٔ مسابقه را روی آن می‌انداختند یا می‌بستند. پهلوانی که برنده می‌شد، در پایان مسابقه جایزه را برمی‌داشت و چوب را به دوش می‌کشید.
در گذشته، پهلوان حرمت و شخصیت خاصّی داشت. اگر کسی از حریفی شکست می‌خورد، به مدّت یک سال حقّ کشتی گرفتن با او را نداشت و به اصطلاح پهلوان، پهلوان می‌ماند. امّا در حال حاضر این مسابقات به‌صورت دوره‌ای برگزار می‌شود و حریفان، هر هفته چندبار به مصاف هم می‌روند.
امروزه لوچو را در قالب زمان گنجانده‌اند و اگر حریفان در این زمان معیّن مساوی شوند، با قرعه‌کشی برنده را انتخاب می‌کنند! امّا در گذشته پهلوان کسی بود که حتّی چندین ساعت مداوم کشتی می‌گرفت تا برنده از زمین بیرون بیاید، وگرنه کشتی را تمام نمی‌کرد. ضمناً اگر پهلوانی همهٔ حریفانی را زمین می‌زد و در حال لباس پوشیدن بود، باید به حریف‌طلبی کشتی‌گیر تازه از راه رسیده پاسخ می‌داد و با او کشتی می‌گرفت. حتی اگر پهلوان لوچو را می‌گرفت و به سمت محلّ خود در حال حرکت بود و در طول راه به حریفی برخورد می‌کرد، همان‌جا لوچو را می‌کاشت و با آن حریف کشتی می‌گرفت.
«پلوون» لقبی است که مردمان طبری به لوچوکاران مازندران می‌دهند. پهلوان کشتی‌گیری است که در آبادی و ناحیه خود حریف و هماوردی ندارد. این فرد در روستای خود از مقام معنوی والا برخوردار است و هر زمان که لازم باشد به داوری و قضاوت در مسائل کار یا زندگی افراد پرداخته و مشاوره می‌دهد. دو طرف حکم و رای او را ناگزیر می‌دانند.

### کشتی چک چیشت
کشتی چک چیشت کشتی محلی بخش کوهستانی منطقه کجور یعنی شهرستان نور و شهرستان نوشهر و بخشی‌هایی از شهرستان چالوس می‌باشد.

### کشتی میس میسی
کشتی میس میسی کشتی محلی بخش کوهستانی کلارستاق یعنی شهرستان چالوس و شهرستان کلاردشت می‌باشد.

### کشتی دست دستی
کشتی دست دستی کشتی محلی بخشی از شهرستان چالوس، شهرستان عباس‌آباد می‌باشد.

### کشتی با شال
کشتی با شال یا شال کشتی یا کشتی میاوند یک کشتی مازندرانی می‌باشد که در شهرستان بهشهر، شهرستان گلوگاه، شهرستان بندرگز، شهرستان کردکوی، شهرستان گرگان و شهرستان علی‌آباد کتول رایج است. در این کشتی شرکت کنندگان یک شال را به دور کمر خود می‌بندند. دستها را در کمر یکدیگر قفل کرده، با اشارهٔ داور کشتی را آغاز می‌کنند. کشتی‌گیری که بتواند حریف را خاک کند، برندهٔ بازی است.

## حیوانات در زبان و فرهنگ تبری
از خصایص زبان مازندرانی یکی گسترش دامنه لغات و مفردات و تعدد اسامی برای اشیا و موجودات ذی‌روح و بی‌روح است که در فارسی دری مطلقاً به این وسعت و گسترش دیده نمی‌شود. این وسعت دامنه لغات و مفردات زبان طبری به آن جهت است که چون در شمال این منطقه دریای خزر و در جنوبش رشته کوه‌های البرز قرار گرفته، لذا تنوع رستنی‌ها و گیاهان و وجود حیوانات مختلف از پرندگان و چرندگان و ماهیان الزاماً سکنه این مرز و بوم را واداشت که لغات و مفردات بیشتری داشته باشند و حتی برای انواع مختلف درختان اسامی حیوانات در سنین مختلف و رنگ‌ها واژه‌های مشخص و متمایز به کار برند.

### اسامی گاو در زبان مازندرانی
اسامی گاو در مراحل و سنوات مختلف
برخی از اسامی گاو در مراحل و سنوات مختلف به زبان مازندرانی.
| شماره | گاو در مراحل و سنوات مختلف | تلفط در زبان فارسی | تلفط به زبان مازندرانی | تلفظ به زبان مازندرانی با آوای صوتی |
| ----- | -------------------------- | ------------------ | ---------------------- | ----------------------------------- |
| ۱     | نام حیوان به‌طور مطلق       | گاو                | گو                     | gu                                  |
| ۲     | تازه زاییده شده            | گوساله             | گوک                    | guk                                 |
| ۳     | تا شش ماهگی                | گوساله             | گوک‌زا                  | guk zā                              |
| ۴     | از شش ماهگی تا یک سالگی    | گوساله             | دمش                    | demeš                               |
| ۵     | از یکسال تا یکسال و نیمه   | گوساله             | مارشن                  | māršen                              |
| ۶     | ماده دوساله                | گاو                | تلم                    | telem                               |
| ۷     | نر دوساله                  | گاو                | تشک                    | tešk                                |
| ۸     | بی شاخ                     | گاو                | بله                    | beleh                               |
| ۹     | گاوی که هنوز نزاییده       | گاو                | فرام                   | ferām                               |
| ۱۰    | گاو عقیم نازا              | گاو                | قسر                    | qeser                               |
| ۱۱    | آبستن                      | گاو                | اوس                    | us                                  |
| ۱۲    | گاوی که تازه زاییده        | گاو                | زائیج                  | zāīj                                |
| ۱۳    | گاوی که همه ساله می‌زاید    | گاو                | زاورشتی                | zāvarašti                           |
| ۱۴    | گاو شیرده                  | گاو                | منگو                   | mangu                               |
| ۱۵    | گاو سه ساله                | گاو                | مولکی                  | muleki                              |
| ۱۶    | گاو چهار ساله              | گاو                | رجی                    | raji                                |
| ۱۷    | گاو پنج ساله               | گاو                | جر                     | cer                                 |
| ۱۸    | گاو نر برای تخم کشی        | گاو                | جونه کا                | junekā                              |
| ۱۹    | گاو کاری برای شخم زدن      | گاو                | ورزا                   | varzā                               |

اسامی گاو بر اساس رنگ
برخی از اسامی گاو در رنگ‌های مختلف به زبان مازندرانی.
| شماره | گاو از لحاظ رنگ                    | تلفط در زبان فارسی | تلفط به زبان مازندرانی | تلفظ به زبان مازندرانی با آوای صوتی |
| ----- | ---------------------------------- | ------------------ | ---------------------- | ----------------------------------- |
| ۱     | قرمز رنگ                           | گاو                | زرینه                  | zarrineh                            |
| ۲     | قرمز خاکستری                       | گاو                | قرمزگلا                | qemezgēlā                           |
| ۳     | سیاه رنگ پیشانی سفید               | گاو                | سیوشرو                 | siušēru                             |
| ۴     | سیاه رنگ پیشانی سفید تا بالای پوزه | گاو                | شرو                    | šēru                                |
| ۵     | سیاه رنگ دست و پا سفید             | گاو                | کچل                    | kačal                               |
| ۶     | سیاه رنگ از پستان تا بالای کمر سید | گاو                | کمر                    | kamar                               |
| ۷     | سیاه و خرمایی                      | گاو                | خرمایی رش              | xormāiraš                           |
| ۸     | سیاه و سفید                        | گاو                | سیوسل                  | siusēl                              |
| ۹     | سیاه و قرمز                        | گاو                | رش                     | raš                                 |
| ۱۰    | سرخ و سفید                         | گاو                | سرخ‌سل                  | serxesēl                            |
| ۱۱    | گاو دو رنگ                         | گاو                | سل                     | sēl                                 |
| ۱۲    | گاوی که پاهایش تا زانویش سفید است  | گاو                | کپلی                   | kapeli                              |
| ۱۳    | خاکستری با خطوط سیاهرنگ            | گاو                | گلا                    | gēlā                                |
| ۱۴    | زرد و خاکستری                      | گاو                | زردگلا                 | zardegēlā                           |

### اسامی گوسفند در زبان مازندرانی
برخی از اسامی گوسفند در مراحل و سنوات مختلف به زبان مازندرانی.
| شماره | گوسفند در مراحل و سنوات مختلف | تلفط در زبان فارسی | تلفط به زبان مازندرانی | تلفظ به زبان مازندرانی با آوای صوتی |
| ----- | ----------------------------- | ------------------ | ---------------------- | ----------------------------------- |
| ۱     | نام حیوان به‌طور مطلق          | گوسفند             | گسپن                   | gespan                              |
| ۲     | تازه زاییده شده               | بره                | وره کا                 | varehkā                             |
| ۳     | تا ده ماهگی                   | بره                | وره                    | vareh                               |
| ۴     | از ده ماهگی تا یک سالگی       | بره                | سلک                    | sēlak                               |
| ۵     | از یکساله تا دو ساله          | گوسفند             | کاوی                   | kāvi                                |
| ۶     | گوسفند نر                     | گوسفند             | نر                     | nar                                 |
| ۷     | گوسفند ماده                   | میش                | مش                     | meš                                 |
| ۸     | گوسفندی که هنوز نزاییده       | میش                | فرام                   | ferām                               |
| ۹     | گوسفند نازا                   | میش                | قسر                    | qesēr                               |
| ۱۰    | گوسفند شیرده                  | میش                | زائیج                  | zāīj                                |
| ۱۱    | گوسفند نر سه ساله             | گوسفند             | بزم                    | bezem                               |
| ۱۲    | گوسفند نر چهار ساله           | گوسفند             | کهن                    | kehen                               |
| ۱۳    | گوسفند نر پنج ساله            | گوسفند             | دوکهن                  | dokehen                             |
| ۱۴    | گوسفند اخته شده               | گوسفند             | بخته                   | baxteh                              |
| ۱۵    | گوسفند قصابی                  | گوسفند             | گوشتی                  | gušti                               |
| ۱۶    | گوسفند بی دنبه                | گوسفند             | زل                     | zel                                 |

برخی از اسامی گوسفند در رنگ‌های مختلف به زبان مازندرانی.
| شماره | گوسفند از لحاظ رنگ                            | تلفط در زبان فارسی | تلفط به زبان مازندرانی | تلفظ به زبان مازندرانی با آوای صوتی |
| ----- | --------------------------------------------- | ------------------ | ---------------------- | ----------------------------------- |
| ۱     | سیاهرنگ خالص                                  | گوسفند             | بور                    | bur                                 |
| ۲     | سیاهرنگ با گوش کامل                           | گوسفند             | ارزا اوش بور           | erzā uš bur                         |
| ۳     | سیاهرنگ پیشانی سفید                           | گوسفند             | بورسری                 | bursari                             |
| ۴     | سیاهرنگ گوش‌هایش کوتاه و جمع                   | گوسفند             | کربور                  | kerbur                              |
| ۵     | سیاهرنگ گوش‌هایش کوتاه و جمع و پیشانی کمی سفید | گوسفند             | کربورسری               | kerbursari                          |
| ۶     | ماده سیاه رنگ دارای شاخ‌های کوتاه              | گوسفند             | کلین بور               | kelinbur                            |
| ۷     | سیاه و سفید                                   | گوسفند             | کلاچی                  | kelāči                              |
| ۸     | سیاه و زرد                                    | گوسفند             | برجی                   | barji                               |
| ۹     | سفید مثل برف                                  | گوسفند             | ونش                    | vaneš                               |
| ۱۰    | سفید گوش‌هایش کوتاه و جمع                      | گوسفند             | شیکر                   | šikar                               |
| ۱۱    | سفید متمایل به سرخی زیر شکم قهوه‌ای            | گوسفند             | شیوا                   | šivā                                |
| ۱۲    | سفید زیرشکم و سر و دست‌ها قهوه‌ای               | گوسفند             | خربا                   | xarbā                               |
| ۱۳    | سفید با لکه‌های سیاه                           | گوسفند             | توک                    | tuk                                 |
| ۱۴    | آبی سیر                                       | گوسفند             | کتر                    | ketar                               |
| ۱۵    | آبی روی سرش کمی سفید                          | گوسفند             | کترسری                 | ketarsari                           |
| ۱۶    | برنگ چوب گردو                                 | گوسفند             | آغوزی                  | āquzi                               |
| ۱۷    | کبود کله‌اش آبی سیر متمایل به سیاهی            | گوسفند             | چرمه                   | čarmeh                              |
| ۱۸    | قهوه‌ای روشن به رنگ توتون                      | گوسفند             | خری                    | xeri                                |
| ۱۹    | قهوه‌ای روشن سرش کمی سفید                      | گوسفند             | خری‌سری                 | xerisari                            |

### اسامی بز در زبان مازندرانی
برخی از اسامی بز در مراحل و سنوات مختلف به زبان مازندرانی.
| شماره | بز در مراحل و سنوات مختلف | تلفط در زبان فارسی | تلفط به زبان مازندرانی | تلفظ به زبان مازندرانی با آوای صوتی |
| ----- | ------------------------- | ------------------ | ---------------------- | ----------------------------------- |
| ۱     | نام حیوان به‌طور مطلق      | بُز                 | بِز                     | bez                                 |
| ۲     | تازه زاییده شده           | بزغاله             | خالک                   | xālak                               |
| ۳     | تا شش ماهگی               | بزغاله             | بزکله                  | bezkeleh                            |
| ۴     | بز یک ساله                | بزغاله             | جنگل                   | jengel                              |
| ۵     | بزی که هنوز نزاییده       | بز                 | فرام                   | ferām                               |
| ۶     | بز نازا و عقیم            | بز                 | قصر                    | qeser                               |
| ۷     | بز دوساله                 | بز                 | کهار                   | kehār                               |
| ۸     | بز نر                     | بز                 | کل                     | kal                                 |
| ۹     | بز نر دوساله              | بز                 | کل‌کهار                 | kalkehār                            |

### اسامی مرغ خانگی در زبان مازندرانی
برخی از اسامی مرغ خانگی در سنین مختلف به زبان مازندرانی.
| شماره | مرغ خانگی در مراحل و سنوات مختلف | تلفط در زبان فارسی | تلفط به زبان مازندرانی | تلفظ به زبان مازندرانی با آوای صوتی |
| ----- | -------------------------------- | ------------------ | ---------------------- | ----------------------------------- |
| ۱     | جوجه چندروزه                     | جوجه               | چینه کا                | činekā                              |
| ۲     | جوجه چند ماهه                    | جوجه               | نیمچه                  | nimčeh                              |
| ۳     | جوجه نر تا یکساله                | جوجه               | تلاکله                 | telākeleh                           |
| ۴     | جوجه ماده تا یکساله              | جوجه               | تشنی                   | tašni                               |
| ۵     | مرغ تخم کن                       | مرغ                | کرک                    | kerk                                |
| ۶     | مرغی که که روی تخم می‌خوابد       | مرغ                | کرچ                    | kerč                                |
| ۷     | مرغی که جوجه به همراه دارد       | مرغ                | کرچی کرک               | kerčikerk                           |
| ۸     | خروس                             | خروس               | تلا                    | telā                                |
| ۹     | خروس اخته                        | خروس               | خروس                   | xorus                               |

### ببر مازندران

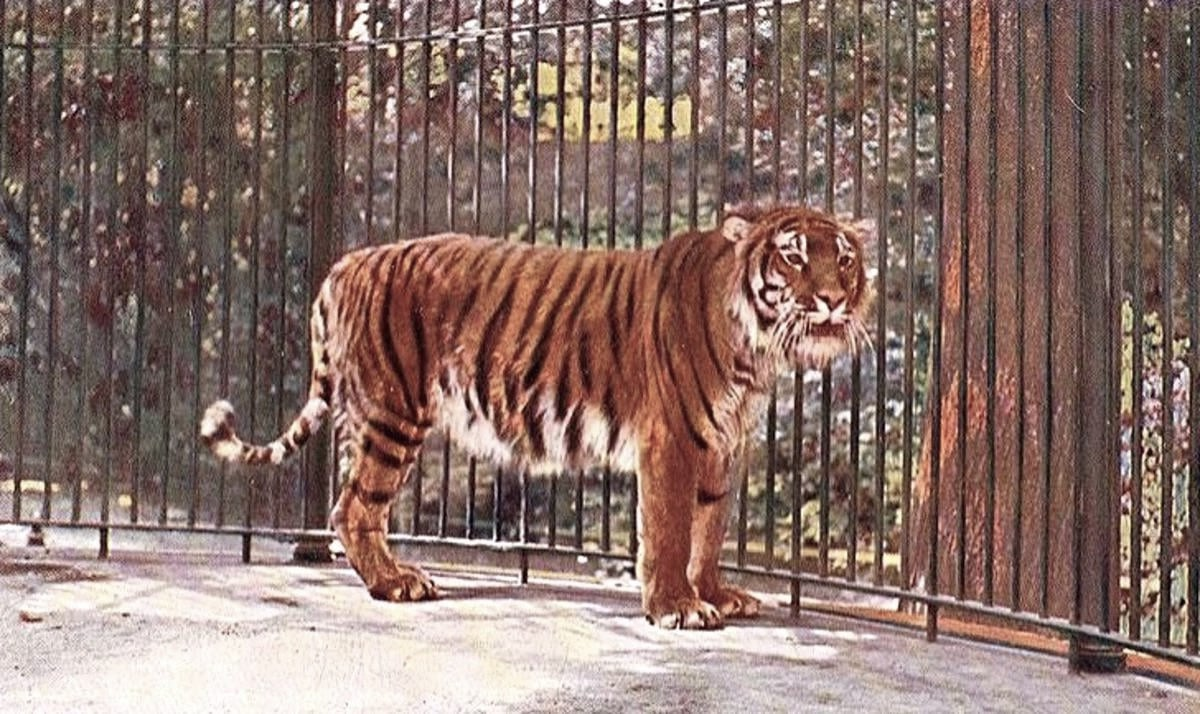
تصویر رنگی‌شده یک نمونهٔ ببر مازندران در اسارت، باغ‌وحش برلین، سال ۱۸۹۹

ببر مازندران جزئی از فرهنگ مردم طبری می‌باشد. به‌طور معمول در فرهنگ‌های مختلف ببر نماد قدرت است. عبارت ببر مازندران از گذشته به کشتی‌گیران و زورمندان نسبت داده‌می‌شده‌است. به‌طوریکه لقب امام علی حبیبی کشتی‌گیر مازندرانی و اولین طلایی ایران در المپیک نیز همین است. همچنین لقب باشگاه نساجی مازندران نیز می‌باشد و روی لوگوی این باشگاه دیده‌می‌شود. در دوران پهلوی دوم نیز فیلمی با نام ببر مازندران ساخته شد.

در نمایش‌های معروف روم باستان، از ببر هیرکانی برای جنگ با پهلوانان استفاده می‌شد.
تا حدود قرن هفدهم، آشنایی بیشتر دنیای غرب با همین ببر هیرکانی بوده‌است و چندان اطلاعاتی دربارهٔ ببرهای هندوستان نداشته‌اند و شاید به همین علت است که شکسپیر در داستان مکبث از ببر مازندران سخن می‌گوید.